# Otton Fryderyk Krenz
Otton Fryderyk Krenz (ur. 3 stycznia 1890 w Zduńskiej Woli, zm. 26 listopada 1962) – ksiądz wyznania ewangelicko-augsburskiego, opiekun młodzieży ewangelickiej, publicysta.

## Życiorys

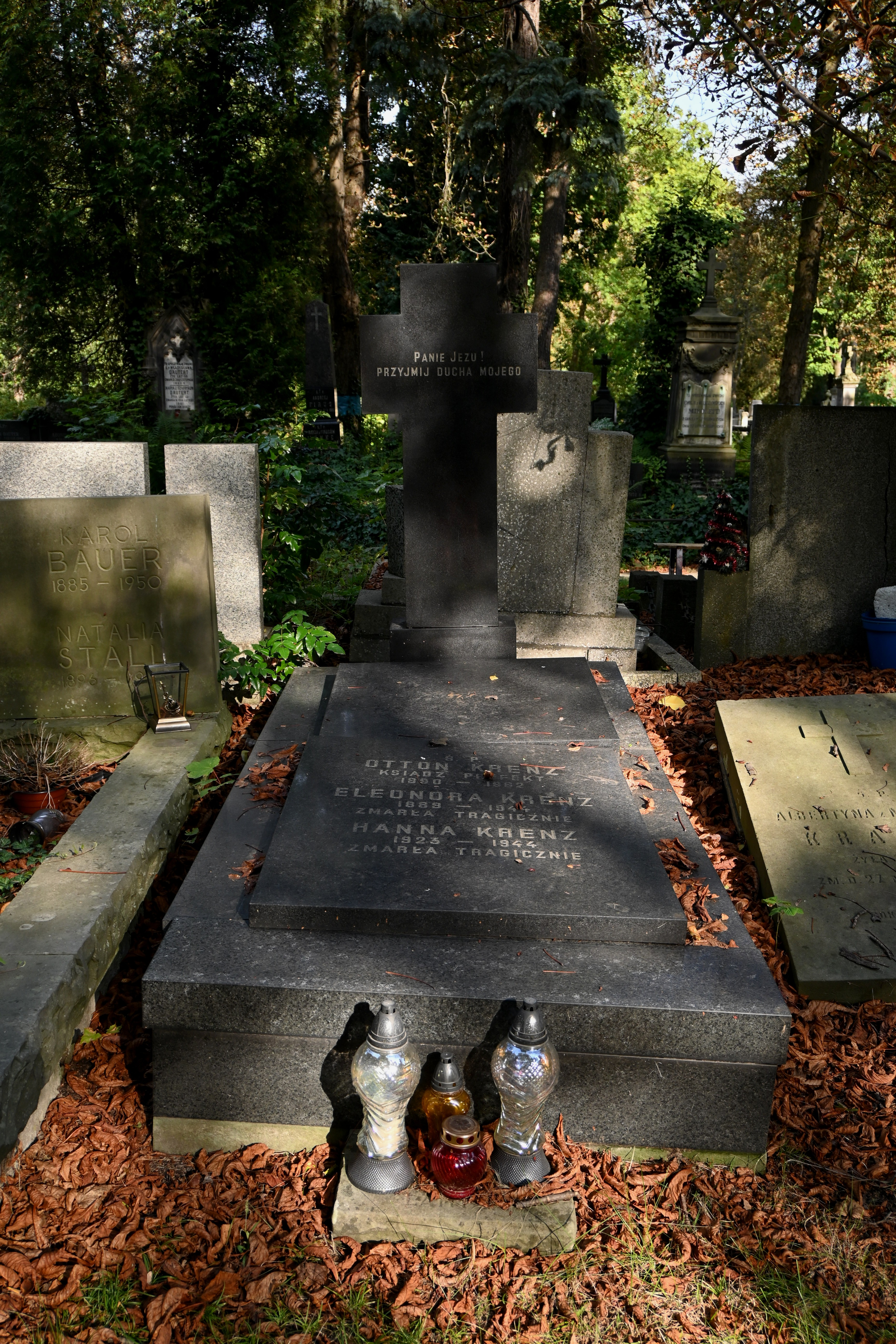
Grób ks Ottona Fryderyka Krenza na cmentarzu ewangelicko-augsburskim przy ul. Młynarskiej w Warszawie

W 1907 ukończył naukę w Polskiej Szkole Handlowej Kupiectwa Łódzkiego, a następnie studia teologiczne ewangelickie na Uniwersytecie w Dorpacie. Początkowo był wikarym w parafii ewangelicko-augsburskiej Świętej Trójcy w Łodzi. Podczas I wojny światowej działał w utworzonym przy Głównym Komitecie Obywatelskim m. Łodzi i przez niego dotowanym Komitecie Obywatelskim Niesienia Pomocy Biednym, któremu przewodniczył pastor Rudolf Gundlach. Wraz z Mieczysławem Hertzem i księdzem Wacławem Wyrzykowskim zasiadał w zarządzie KONPB V dzielnicy. W trakcie wojny był także proboszczem w Gródźcu i Zagórkowie. Angażował się społecznie, organizując polskie szkolnictwo na podległym mu obszarze. Podczas probostwa w Nieszawie był prezesem Dozoru Szkolnego w powiecie nieszawskim. W 1930 został prefektem parafii Świętej Trójcy w Warszawie. Tam wydawał czasopismo „Młody Ewangelik” przeznaczone dla uczniów szkół warszawskich i łódzkich. Był kierownikiem literackim czasopisma „Na wyżyny” oraz członkiem Komisji Programowej i Podręcznikowej przy Szkolnym Kuratorium Okręgu Warszawskiego oraz był współzałożycielem Federacji Ewangelików Polskich.
W 1939 był nakłaniany do podpisania volkslisty. Po odmowie – osadzony w Centralnym Areszcie przy ul. Daniłowiczowskiej i przewieziony o obozu koncentracyjnego w Sachsenhausen. W 1940 wraz z innymi duchownymi został zwolniony, dzięki zabiegom Adeli Michelisowej – żony ks. Zygmunta Michelisa. Po powrocie do Warszawy organizował wraz Oskarem Bartlem i Kazimierzem Kosińskim tajne nauczanie dla uczniów Prywatnego Męskiego Gimnazjum i Liceum im. Mikołaja Reja Zboru Ewangelicko-Augsburskiego przy ul. Szpitalnej 6. Podczas powstania warszawskiego sprawował opiekę duszpasterską nad powstańcami, prowadząc posługę w mieszkaniach. Był członkiem Tymczasowego Konspiracyjnego Synodu Polskiego Kościoła Ewangelicko-Augsburskiego pod kryptonimem „Narew”, a także wspólnie z Emilem Jelinkiem i Adolfem Suessem podjął opracowanie dokumentu określającego zakres działalności Tymczasowej Rady Ekumenicznej w Polsce.
Po wyzwoleniu Krenz był administratorem licznych parafii, m.in.: w Piotrkowie Trybunalskim, Radomsku, Rawie Mazowieckiej, Komocinie, Tomaszowie Mazowieckim. Następnie ponownie przebywał w Warszawie, gdzie został prefektem Parafii Świętej Trójcy oraz opiekunem Koła Młodzieży Ewangelickiej i Szkółki Niedzielnej przy parafii ewangelicko-augsburskiej w Warszawie. Był organizatorem zjazdów ogólnopolskich obozów i kolonii dla młodzieży. Był autorem biuletynów, śpiewników i podręczników do nauki religii oraz publikował w czasopismach religijnych. Był także członkiem Naczelnej Rady Kościoła.

### Życie prywatne
Był synem Karola i Emilii z Seidlów. Jego żoną była Eleonora z Angersteinów, z którą miał córkę Hannę – łączniczkę AK i syna Jana Krenza – znanego kompozytora. W trakcie powstania warszawskiego żona i córka zginęły przysypane gruzami w piwnicy przy ul. Szpitalnej 6. Otton Krenz został pochowany na Cmentarzu ewangelicko-augsburskim w Warszawie (al. 52, rząd I, miejsce 42).

## Odznaczenia
- Kościelny Krzyż Zasługi (1954) nadany przez Naczelną Radę Kościoła[1].